# Rochester Hills
Pour les articles homonymes, voir Rochester.
 (septembre 2017).
Si vous disposez d'ouvrages ou d'articles de référence ou si vous connaissez des sites web de qualité traitant du thème abordé ici, merci de compléter l'article en donnant les références utiles à sa vérifiabilité et en les liant à la section « Notes et références ».
Rochester Hills est une ville située dans l’État américain du Michigan. Sa population est 68 825 d'habitants. Rochester Hills est une banlieue de Détroit, dans le comté d'Oakland.

## Histoire
Les premiers habitant sont les Potéouatamis, ils y résident jusqu'au Traité de Détroit (1807). Les premiers européens s'installent vers 1817.

## Personnes
- Madonna y a grandi.
- Becky Baeling y est née
- Andrew Good baseball
- Tommy Clufetos, batteur
- Paul Davis, basketball
- Eric Fisher, NFL football
- Hal Foster, artiste
- Amy Frazier, tennis
- Jay Gibbons, baseball
- Shawn Hare, baseball
- Rude Jude, television et radio
- George Jamison, NFL
- Bob Keselowski, pilote
- Brad Keselowski, pilote
- Walt Kowalczyk, football
- Jana Kramer, actrice artiste
- Alec Martinez, hockey
- Joey Sturgis, producteur
- Ron Teachworth, artiste
- Jacob Trouba, NHL
- Jason Varitek, baseball
- Dita von Teese, artiste
- Robert Simpson Woodward, physicien
- Mike Bishop, Politicien